# محمدحسین اسدی
محمدحسین اسدی از سیاستمداران ایرانی بود، که در دوره‌های  نوزدهم،  بیستم،  بیست و یکم،  بیست و دوم و  بیست و سوم بعنوان نماینده درگز  در مجلس شورای ملی حضور داشت.